# Piet Mondrian
Pieter Cornelis Mondriaan, des de 1906 conegut com a Piet Mondrian (Amersfoort, Països Baixos, 1872 - Nova York, EUA, 1944), va ser un pintor i teòric de l'art neerlandès considerat un dels grans artistes del segle xx. És conegut per ser un dels pioners de l'art abstracte del segle xx, ja que va canviar la seva direcció artística de la pintura figurativa a un estil cada vegada més abstracte, fins que va arribar a un punt en què el seu vocabulari artístic es va reduir a elements geomètrics simples.
L'art de Mondrian era altament utòpic i estava preocupat per la recerca de valors i estètica universals. El 1914 va proclamar: "L'art és superior a la realitat i no té cap relació directa amb la realitat. Per acostar-se a l'espiritual en l'art, s'utilitzarà la realitat el menys possible, perquè la realitat s'oposa a l'espiritual. Ens trobem en la presència d'un art abstracte. L’art hauria d'estar per sobre de la realitat, en cas contrari no tindria cap valor per a l'home". El seu art, però, sempre va romandre arrelat a la natura.
Va col·laborar en el moviment i grup artístic De Stijl, que va cofundar amb Theo van Doesburg. Va desenvolupar una forma no representativa que va anomenar neoplasticisme. Aquest era el nou "art plàstic pur" que creia necessari per crear "bellesa universal". Per expressar-ho, Mondrian va decidir limitar el seu vocabulari formal als tres colors primaris (vermell, blau i groc), als tres valors primaris (negre, blanc i gris) i a les dues direccions principals (horitzontal i vertical). L'arribada de Mondrian a París des dels Països Baixos el 1911 va marcar l'inici d'un període de canvis profunds. Va conèixer el cubisme i amb la intenció d'integrar-se dins l'avantguarda parisenca va eliminar una «a» de la grafia holandesa del seu nom (Mondrian).
L'obra de Mondrian va tenir una enorme influència en l'art del segle xx, influint no només en el curs de la pintura abstracta i en nombrosos estils i moviments artístics importants (per exemple, la pintura color field, l'expressionisme abstracte i el minimalisme), però també camps fora del domini de la pintura, com ara el disseny, l'arquitectura i la moda. L'historiador del disseny Stephen Bayley va dir: "Mondrian ha arribat a significar modernitat. El seu nom i la seva obra resumeixen l'alt ideal de la modernitat. No m'agrada la paraula "icònic", així que diguem que ha esdevingut totèmic: un tòtem per a tot allò que la modernitat es proposa ".

## Biografia
Mondrian va néixer a Amersfoort, província d'Utrecht, als Països Baixos, el 7 de març de 1872 i va ser el segon fill dels seus pares.
Va estudiar Belles Arts a pesar de l'oposició familiar. Les seves primeres obres representen paisatges, pintats amb colors neutres: grisos, malves, verds foscos i més endavant va començar a treballar amb colors més brillants.
El 1911 es va traslladar a París, i allà el seu estil s'aproximà al cubisme. D'aquesta època són els quadres Arbres (1912) i Andanes (1912-1913).
De mica en mica les seves obres van anar cap a l'abstracció arribant a pintar en moltes d'elles simplement línies verticals i horitzontals, o afegint blocs de colors primaris molt ben equilibrats i impactants. A aquesta forma artística la denominà "neoplasticisme". Opinava que sobre una superfície plana, com és la tela, només hi podien haver elements planers. Una obra representativa d'aquesta època és la Composició en vermell, groc i blau (1921).
Es va traslladar a Nova York el 1940, el seu estil va anar evolucionant cap a un ritme més viu, les línies van canviar el color negre per colors brillants com en Broadway Boogie-Woogie (1943-1944). Les seves teories sobre l'abstracció han influït en l'arquitectura i el disseny del segle xx.
Piet Mondrian va morir de pneumònia a Nova York l'1 de febrer de 1944 i va ser enterrat al cementiri de Cypress Hills a Brooklyn.
El 3 de febrer de 1944 es va celebrar un memorial per Mondrian a la capella universal de Lexington Avenue amb la 52nd Street, a Manhattan. Al servei van assistir prop de 200 persones, entre elles Alexander Archipenko, Marc Chagall, Marcel Duchamp, Fernand Léger, Alexander Calder i Robert Motherwell.

## Obra

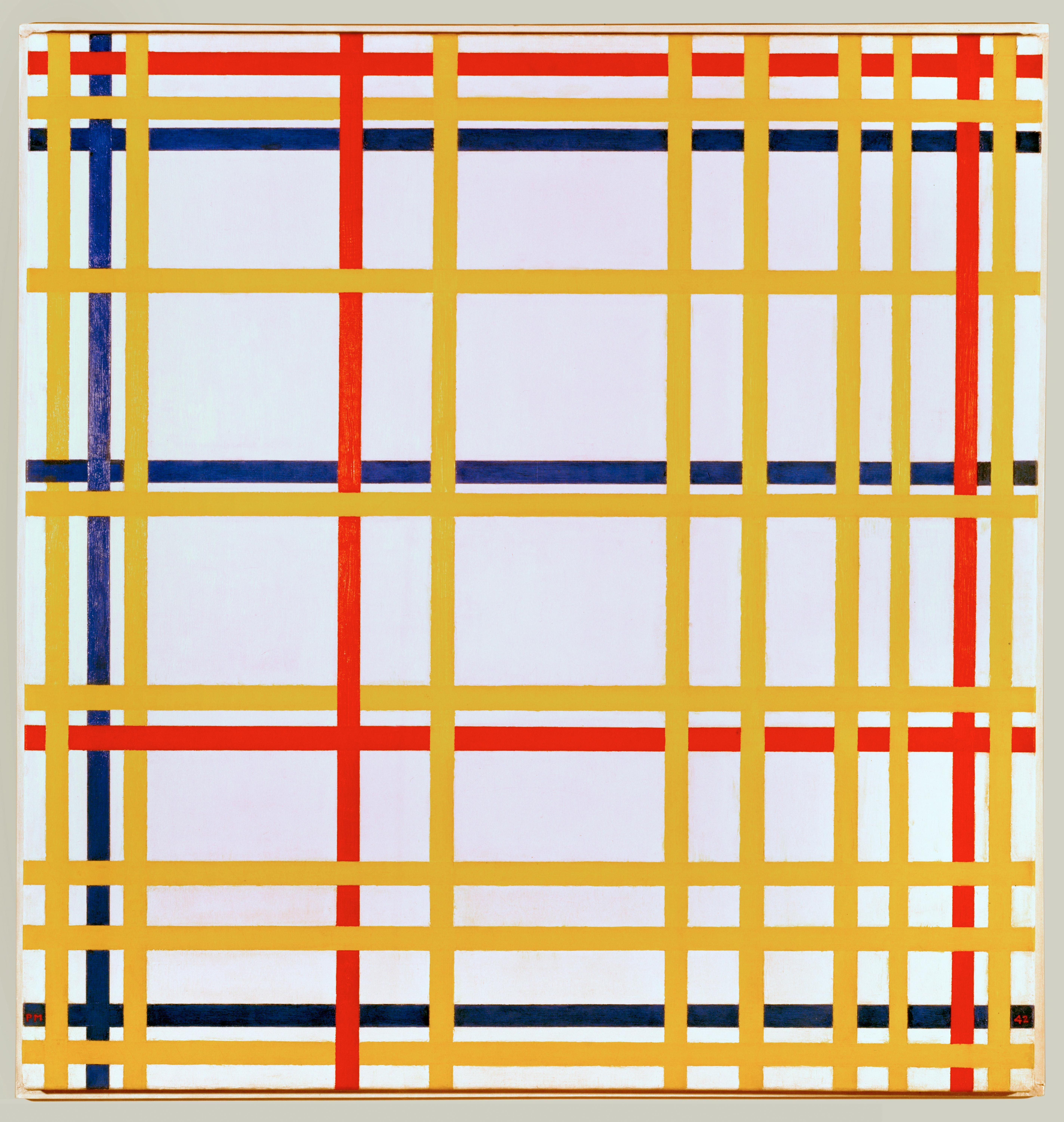
New York City I (1942)

La seva obra es basa en l'art abstracte i sobretot en la plasmació de formes i colors molt bàsics.
Dues obres conegudes són Broadway Boogie-Woogie (1943-1944) i Gran composició A (1920). Aquestes dues obres es caracteritzen per la repetició constant i forta de la part greu contrarestada per la melodia de la part aguda. Petits blocs de colors primaris (groc, blau i vermell) reboten uns contra els altres, creant una pulsació vitalista que és pur ritme. Creen una espècie de vibració òptica, saltant d'una intersecció cap a una altra com els carrers de Nova York. Al mateix temps, però, quan ens fixem atentament ens adonem amb quina curiositat la totalitat de la pintura ha estat calibrada. Els colors entrellaçats amb blocs de gris i blanc acaben donant un extraordinari equilibri.

## Estil
Piet Mondrian és, amb els russos Vassily Kandinsky i després Kasimir Malevitch, entre els primers pintors que s'han expressat amb un llenguatge abstracte. Alguns arriben a considerar-lo un dels fundadors de l'art abstracte. La recerca de Mondrian s'inicia als inicis de la seva carrera i s'orienta cap a una representació transcendental i essencialista de la imatge (en particular en el paisatge), a partir de la depuració radical de la pintura. Qualsevol rastre de referència al natural visible s'evacua gradualment en favor d'una visió de l'universal. Mondrian afavoreix l'economia de mitjans per intentar expressar l'essència de la realitat. El rigor del seu plantejament i la seva evolució és esmentat en els seus escrits teòrics. L'evolució de la seva obra és d'una complexitat rara i cal acceptar trobar-se amb una certa dificultat si es vol abordar-la.
El mètode de Mondrian està en constant desenvolupament: la seva recerca el va portar primer a renovar l'ús del color per anar més enllà dels límits de la figuració mimètica. Per la mateixa raó, a poc a poc es va prohibir utilitzar línies diagonals i corbes, suprimint així la il·lusió d'espai que permeten les lleis de la perspectiva lineal. Les formes i els colors es redueixen gradualment a la seva expressió més simple. Entre 1919 i 1920, la seva recerca va conduir a una forma abstracta que ja no deu res a la natura (almenys a nivell formal). Aquesta aproximació a la pintura s'ha d'entendre com un intent d'essencialitzar el món mitjançant processos abstractes, és a dir, un mode de representació alliberat de les limitacions de la figuració. En les últimes fases de la seva obra, la concepció de Mondrian implica que el projecte de la pintura pot anar més enllà del marc del llenç, per la qual cosa cada obra s'ha d'imaginar com el fragment d'una totalitat en què s'integra (i aquesta és precisament aquesta totalitat)., o l'essència del món, que constitueix el tema i l'objecte de l'obra de Mondrian).
Hubert Damisch indicava, ja l'any 1958, que “un quadre de Mondrian contradiu el món que és nostre i en suggereix un altre. [Se li assigna] una funció precisa: la d'imprimir a la memòria visual un esquema d'organització de l'espai que després funcionaria com una quadrícula, que només esperaria ser transferida al món per a la nova informació". I Éric de Chassey (2017), es basa en aquesta altra cita del mateix autor: la quadrícula, en Mondrian, té “el valor de la utopia, de la mateixa manera que les Ciutats Imaginàries i altres Ciutats Ideals dissenyades pels artistes del Quattrocento.". Segons Éric de Chassey, la quadrícula que estructura els quadres és un model estructural per al conjunt de la vida, des de la seva extensió fins a l'arquitectura en els tallers on Mondrian va incorporar els seus propis quadres. Mondrian fa de la pintura un model per a l'arquitectura, i més enllà, per als aspectes polítics del món: “Els plans rectangulars de dimensions variables i els colors demostren visiblement que internacionalisme no vol dir caos regit per la monotonia, sinó una unitat ordenada i clarament dividida [. ..] En l'ordre internacional del futur, els diferents països, tot i ser mútuament equivalents, tindran cadascun un valor únic i diferent.”

## Llegat
Mondrian és una de les grans figures de l'art del segle xx, en el món de l'art modern, tant per la seva contribució decisiva a la naixent pintura abstracta, com també per la influència de la seva obra en àmbits tan variats com l'arquitectura, les arts decoratives, el mobiliari., moda, disseny gràfic o fins i tot disseny industrial. “El neoplasticisme era el llenguatge comú al qual aspiraven els membres fundadors de la revista De Stijl, capaç de manifestar-se en tots els àmbits, des de la poesia -gràcies a Anthony Kok, que redueix el llenguatge als seus elements essencials, la paraula i la lletra- fins a l'arquitectura. i mobles: el cafè De Unie (Rotterdam, 1925) de J.J.P. Oud, la casa Schröder (Utrecht, 1923-24) de Gerrit Rietveld (arquitecte i dissenyador), o la seva cadira blava i vermella (1918), són dels més exemplars. ". La mateixa revista va ser el suport preferit per a les pràctiques neoplàstiques en l'àmbit del disseny gràfic.
Innombrables artistes, i no només pintors o arquitectes i dissenyadors sinó també directors, com Jean-Luc Godard (sobretot a Pierrot le Fou el 1965) o el gran modista Yves Saint Laurent i el seu vestit Mondrian, creat el 1965, es referien al Mondrian dels anys 1920-1940. El racionalisme intransigent de l'obra de Mondrian li va valer "la reivindicació de certs artistes actuals que treballen en el marc de l'art concret, l'art òptic, l'art minimalista, etc.)".
Els productes de disseny i de consum també s'inspiren en el treball de Mondrian. Quan es va crear l'any 1985, la línia de productes d'estil de L'Oréal Studio Line presentava embalatges molt inspirats en la pintura de Mondrian. Mantingué aquest disseny durant molt de temps i avui opta per un disseny simplificat.

## Pintures
| - Jeune fille écrivant (1890) - Église de village (1890) - Paysage au ruisseau (1895) aquarel·la, (49 × 66 cm), Kunstmuseum, La Haia - Maisons et moulins sur le Voorweg, Amstel, Gein, Amsterdam (1898) oli sobre tela muntat sobre aglomerat (27.6x38.6 cm), Museu Soumaya, Mèxic - Portrait d'une dame (1898-1900) aquarel·la, (89 × 50 cm), Kunstmuseum, La Haia - Maison à Abcoude (1898-1900) aquarel·la i guaix (45,5 × 58,5 cm), Kunstmuseum, La Haia - Forêt (1898-1900) aquarel·la i guaix (45,5 × 57 cm) Kunstmuseum, La Haia - Moulin sur le Gein (cap 1900) oli sobre tela (23.5 x 31 cm) Kunstmuseum, La Haia - Départ pour la pêche (Zuiderzee) (vers 1900) pastel, aquarel·la, carbó (\|62 x 100 cm), Museu d'Orsay, Paris - Portrait d'une fille avec des fleurs (1900-1901)oli sobre tela (53 x 44 cm) Kunstmuseum, La Haia - Bosquet de jeunes arbres au milieu de reflets d'eau (1902-1905), Dallas Museum of Art, aquarel·la (30.3 x 39.7 cm) - Le long de l'Amstel (1903) - Ferme de Nistelrode (cap 1904) aquarel·la, (48 × 62 cm), Kunstmuseum, La Haia - Paysage du soir (1904) - Basse-cour du Brabant (1904)oli sobre lli muntat sobre tela (39.8 x 48.3 cm), Allen Memorial Art Museum, Oberlin - Duivendrecht (1905) aquarel·la, (38,5 × 61 cm), Kunstmuseum, La Haia - Moulin (1905) oli sobre tela (35 x 44 cm), Galeria Nacional d'Atenes - Paysage (cap 1905) oli sobre tela (24 x 33 cm), Galeria Nacional d'Atenes - Saulaie. Impression de lumière et d'ombre (cap 1905) oli sobre tela (37,5 x 48,3 cm), Dallas Museum of Art - Ferme au bord de l'eau cachée par neuf grands arbres (cap 1905) aquarel·la (53.5 x 74 cm), The Clark Art Institute, Williamstown - Moulin au clair de lune (1906-1907) oli sobre tela (99,5 x 125,5 cm), Kunstmuseum, La Haia - Nuit d'été (1906-1907) oli sobre tela (71 x 110,5 cm), Kunstmuseum, La Haia - Moulin au bord du Gein (1906-1907) (34.5 x 44.5 cm), Kunstmuseum, La Haia - Etang près de Saasveld (1906-1907) oli sobre tela (102 x 180,5 cm), Kunstmuseum, La Haia - Paysage de polder avec un train à l'horizon (1906-1907) oli sobre tela (36 x 51 cm), Museu d'Orsay, Paris - Bâtiment de ferme et puits (vers 1906-1907) oli sobre tela (78 x 65,3 cm), Museu Soumaya, Mèxic - Moulin et arbres près de Saasveld (vers 1907) oli sobre tela (75 x 63 cm), Kunstmuseum, La Haia - Nuage rouge (1907) oli sobre cartró (64 x 75 cm), Kunstmuseum, La Haia - Paysage (1907) oli sobre cartró (64 x 76.5 cm), Kunstmuseum, La Haia - Ferme, le soir (1907) oli sobre cartró (64 x 76.5 cm), Kunstmuseum, La Haia - Arbres au bord du Gein (1907-1908) oli sobre tela (79 x 92,5 cm), Kunstmuseum, La Haia - Arbre rouge (1908) oli sobre tela (70 x 99 cm), Kunstmuseum, La Haia - Phare de Westkapelle (1908) oli sobre tela (71 x 52 cm), Kunstmuseum, La Haia - Dévotion (1908) - Bois près d’Oele (1908) oli sobre tela (128 x 158 cm), Kunstmuseum, La Haia - Moulin au soleil (1908) oli sobre tela (114 x 87 cm) Kunstmuseum, La Haia - Paysage, le soir (1908) oli sobre tela (64 x 93 cm), Kunstmuseum, La Haia - Le moulin Winkel, version pointilliste (1908) oli sobre tela (43,2 x 34,6 cm), Dallas Museum of Art - Arbres au bord du Gein (1908) oli sobre tela (69 x 112 cm), Kunstmuseum, La Haia - Ferme près de Duivendrecht (vers 1908) oli sobre tela (85,5 x 108,5 cm), Kunstmuseum, La Haia - Meules de foin III (vers 1908) oli sobre tela (35 x 45 cm) Museu d'Orsay, Paris - Pommier, version pointilliste (1908-1909) oli sobre panell (56,8 x74,9 cm), Dallas Museum of Art - Dune I (1909) oli sobre tela (30 x 40 cm), Kunstmuseum, La Haia - Dune III (1909) oli sobre tela (29,5 x 39 cm), Kunstmuseum, La Haia - Église de Domburg (1909) oli sobre cartó (36 x 36 cm), Kunstmuseum, La Haia - Phare de Westkapelle (1909) oli sobre cartó (39 x 29.5 cm), Kunstmuseum, La Haia - Phare de Westkapelle (1909-1910) oli sobre tela (135 x 75 cm), Kunstmuseum, La Haia | - Soleil de printemps (Lentezon): Château en ruine : Brederode (finals 1909-inici 1910), oli sobre tauler dur (62 x 72 cm), Dallas Museum of Art - Dune V (1909-1910) oli sobre tela (65,5 x 96 cm), Kunstmuseum, La Haia - Paysan zélandais (1909-1910) oli sobre tela (69 x 53 cm), Kunstmuseum, La Haia - Façade de l'église de Zoutelande (1909-1910) oli sobre tela (90,5 x 62,1 cm), Tate, Londres - Tour de l’Église de Domburg (1910) oli sobre tela (114 x 75 cm), Kunstmuseum, La Haia - Le Moulin rouge (1910) oli sobre tela (150 x 86 cm), Kunstmuseum, La Haia - Evolutie (Évolution) (1911) oli sobre tela (178 x 85 cm)(183 x 87,5 cm)(178 x 85 cm), Kunstmuseum, La Haia - Nu (1911) oli sobre tela (140 x 98 cm), Kunstmuseum, La Haia - Pommier en fleurs (1912) - La nature morte au pot de gingembre I (1912) oli sobre tela (65,5 x 75 cm), Kunstmuseum, La Haia - La nature morte au pot de gingembre II (1912) oli sobre tela (91,5 x 120 cm), Kunstmuseum, La Haia - Arbre argenté (1912) oli sobre tela (78,5 x 107,5 cm), Kunstmuseum, La Haia - Arbre en fleurs (1912) - Arbres (vers 1912) oli sobre tela (94 x 71,7 cm), Carnegie Museum of Art, Pittburgh - Paysage avec arbres (1912) oli sobre tela (120 x 100 cm), Kunstmuseum, La Haia - Composition ovale aux couleurs claires (1913) - Composition dans l’ovale (1913) - Echafaudage: étude pour tableau III (1914) carbó i guaix sobre paper, muntat sobre panell (152,5 × 100 cm), Col·lecció Peggy Guggenheim, Venècia - Composition n°IV / Composition 6 (1914) - Jetée et océan : Mer et ciel étoilé (1915) - Ocean 5 (1915) carbó i guaix sobre paper, muntat sobre panell (88 × 120 cm), Col·lecció Peggy Guggenheim, Venècia - Ferme près de Duivendrecht, le soir (vers 1916) oli sobre tela (80 x 106 cm), Dallas Museum of Art - Composition 3 avec plan colorés (1917) - Moulin (vers 1917) oli sobre tela (100,3 x 95,2 cm), Dallas Museum of Art - Autoportrait (1918) oli sobre tela (88 x 71 cm), Kunstmuseum, La Haia - Composition, plans colorés aux contours gris (1918) - Composition losange aux lignes grises (1919) - Grande composition A avec noir, rouge, gris, jaune et bleu (1919-1920), Galeria Nacional d'Art Modern i Contemporani, Roma - Tableau l (1921) - Composition avec grand plan rouge, jaune, noir, gris et bleu (1921) al Kunstmuseum, La Haia - Composition avec large plan bleu, rouge, noir, jaune et gris (1921), oli sobre tela (60,3 x 49,9 cm), Dallas Museum of Art - Composition en rouge, jaune, et bleu (1922) oli sobre tela (40 x 50,5 cm), Musée Granet, Aix-en-Provence - Composition avec bleu, rouge, jaune et noir (1922) oli sobre tela (79,8 x 50 cm), Louvre Abu Dhabi - Composition A (1923) - Composition avec gris et noir (1925) per la villa Noailles - Tableau N°1 (1925) oli sobre tela (112 x 112 cm), Kunsthaus Zürich - Composition II en rouge, bleu et jaune (1930) - Composition avec deux lignes (1931) - Bleu, blanc et jaune (1932) oli sobre tela (45,4 x 45,4 cm), Denver Art museum - Composition C (III) avec rouge, jaune et bleu (1935-1942) oli sobre tela (101 x 51,1 cm), San Francisco Museum of Modern Art - Composition en blanc, rouge et jaune (1936) oli sobre tela (80 x 62,2 cm), Los Angeles County Museum of Art - Composition n°12 avec bleu (1936-1942) - Composition en rouge, bleu et blanc II (1937) oli sobre tela (75 x 60,5 cm), Musée national d'Art moderne, Paris - Composition avec jaune, bleu et rouge (1937-1942) oli sobre tela (72,7 x 69,2 cm), Tate Gallery, Saint-Ives - Place de la Concorde (1938-1943) oli sobre tela (94,6 x 94,6 cm), Dallas Museum of Art - New York City I (1941) oli i paper sobre tela (119 x 115 cm), Kunstsammlung Nordrhein-Westfalen, Düsseldorf - New York City II (1941) inacabat, anteriorment New York City III; oli, carbó vegetal, grafit, agulles, paper laminat i cinta de paper sobre tela (114,9 × 98,7 cm), San Francisco Museum of Modern Art - New York City (Mondrian) (1941-1942) oli sobre tela (75 x 60,5 cm), Musée national d'Art moderne, Paris · - Broadway Boogie-Woogie (1942-1943) - Victory Boogie-Woogie (1944) |

## Obres selectes

### Autoretrats

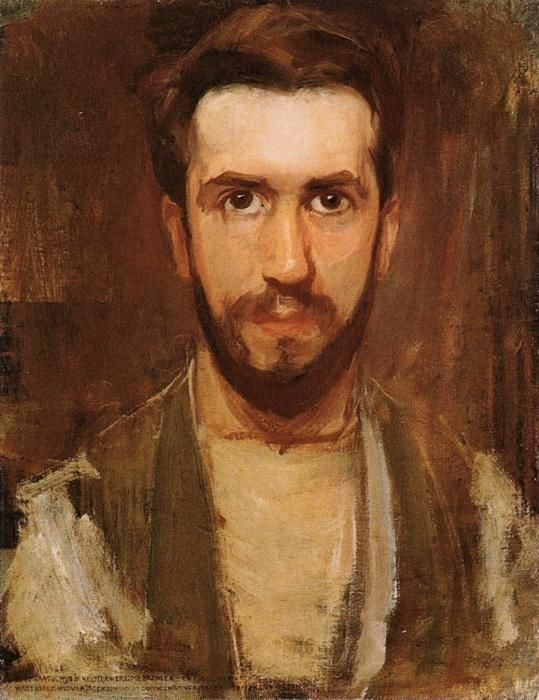
Autoretrat en 1900
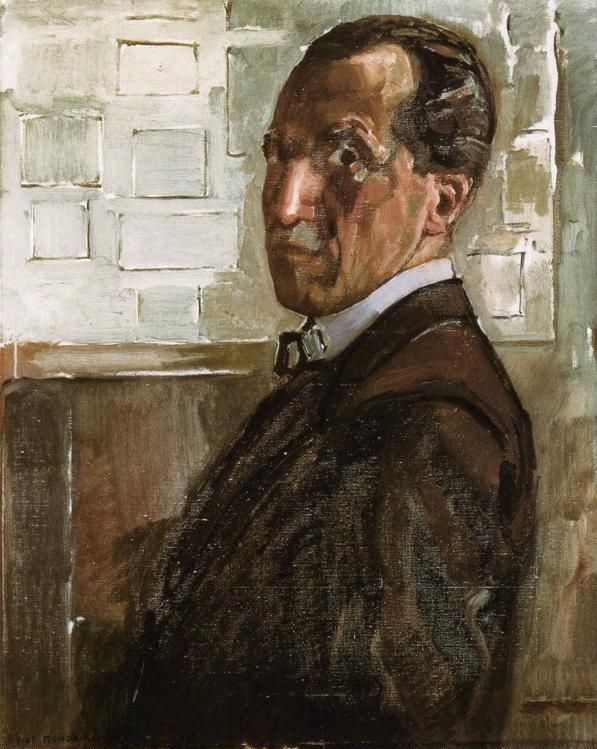
Autoretrat el 1918

### Primeres obres

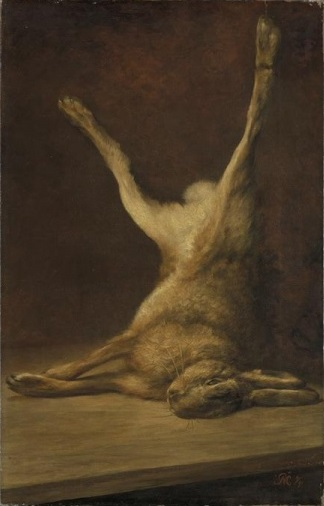
Llebre morta, 1891
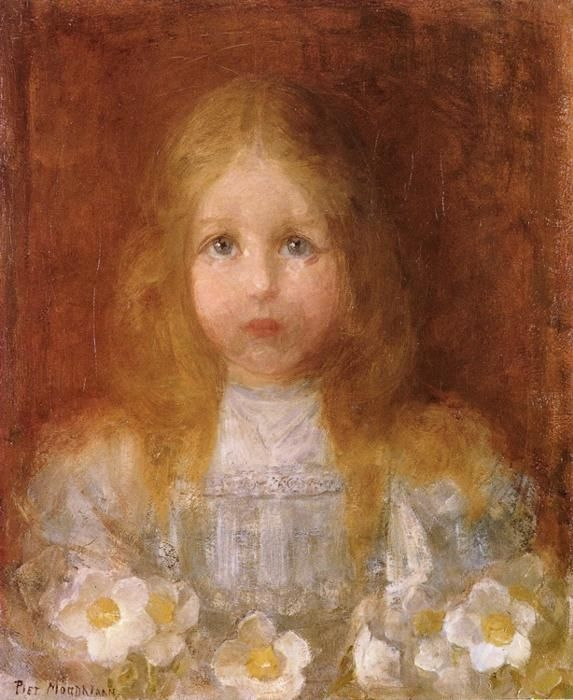
Retrat d'una nena amb flors, 1900

### Arbres
Les pintures de pomeres de Mondrian mostren a poc a poc la seva evolució artística, influenciat pel viatge que va fer a París el 1911, on coneix l'obra cubista. S'hi pot veure com a poc a poc la seva obra es transforma i es fa cada cop més abstracta.

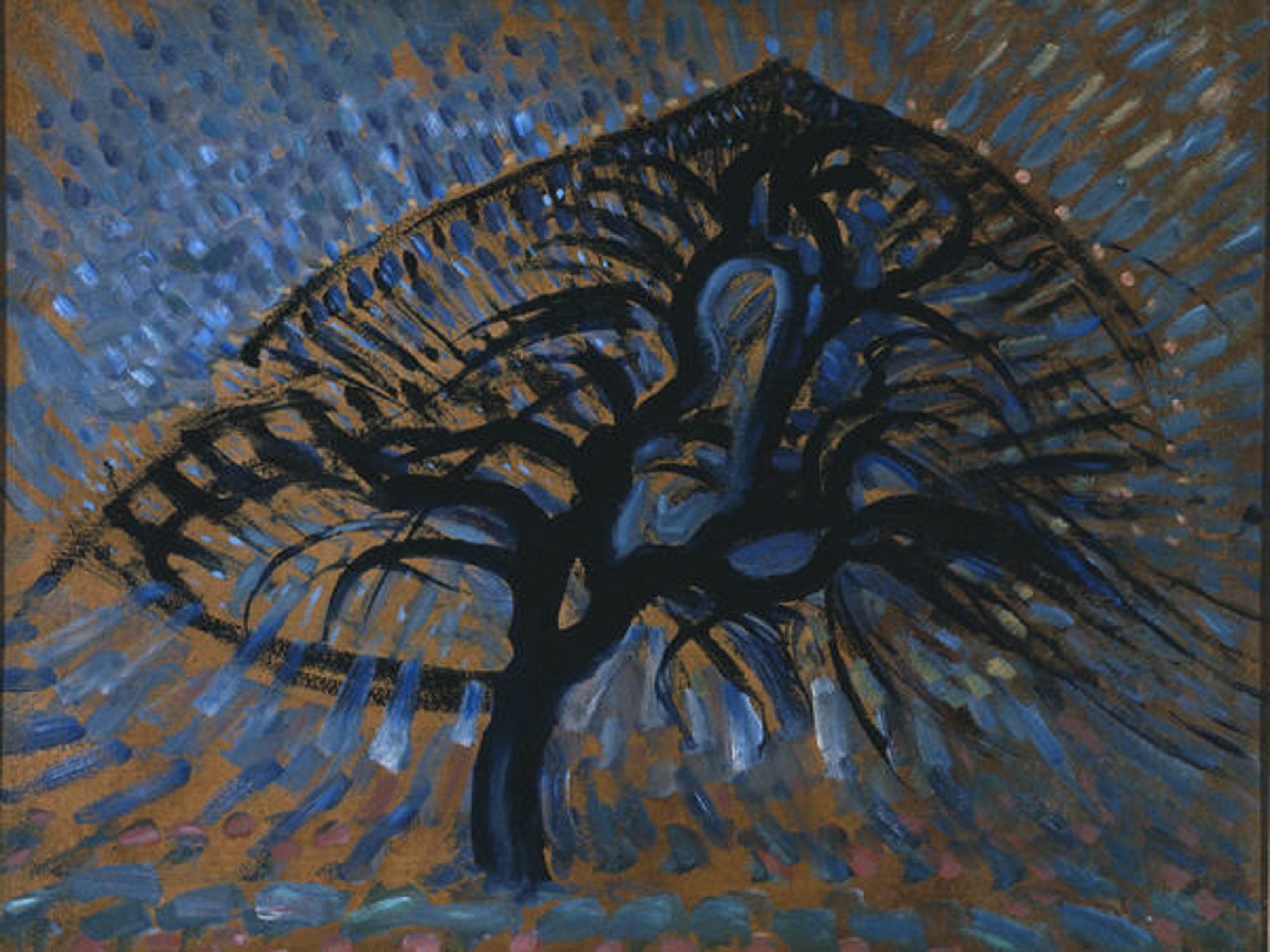
Pomera, versió puntillista
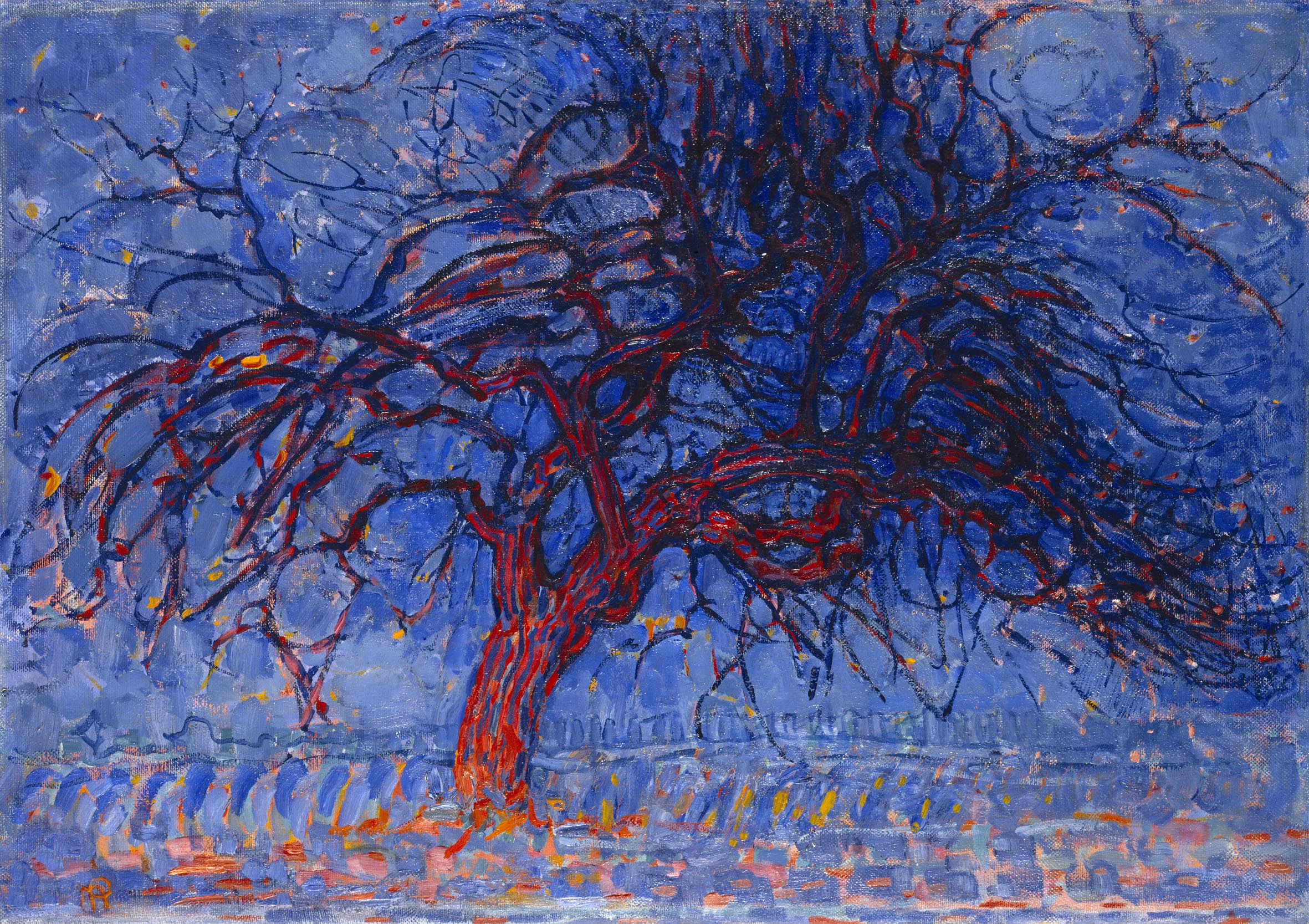
L'arbre vermell, 1909
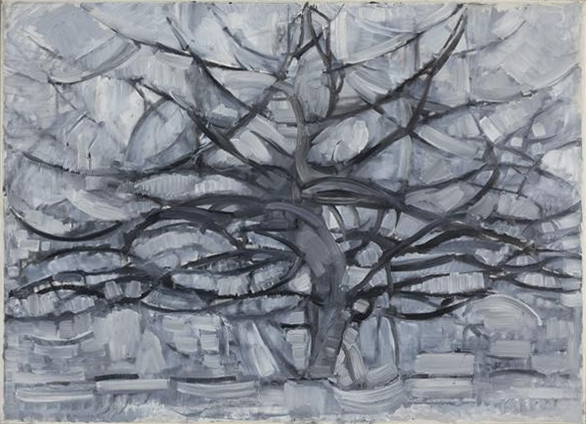
L'arbre gris]', 1911
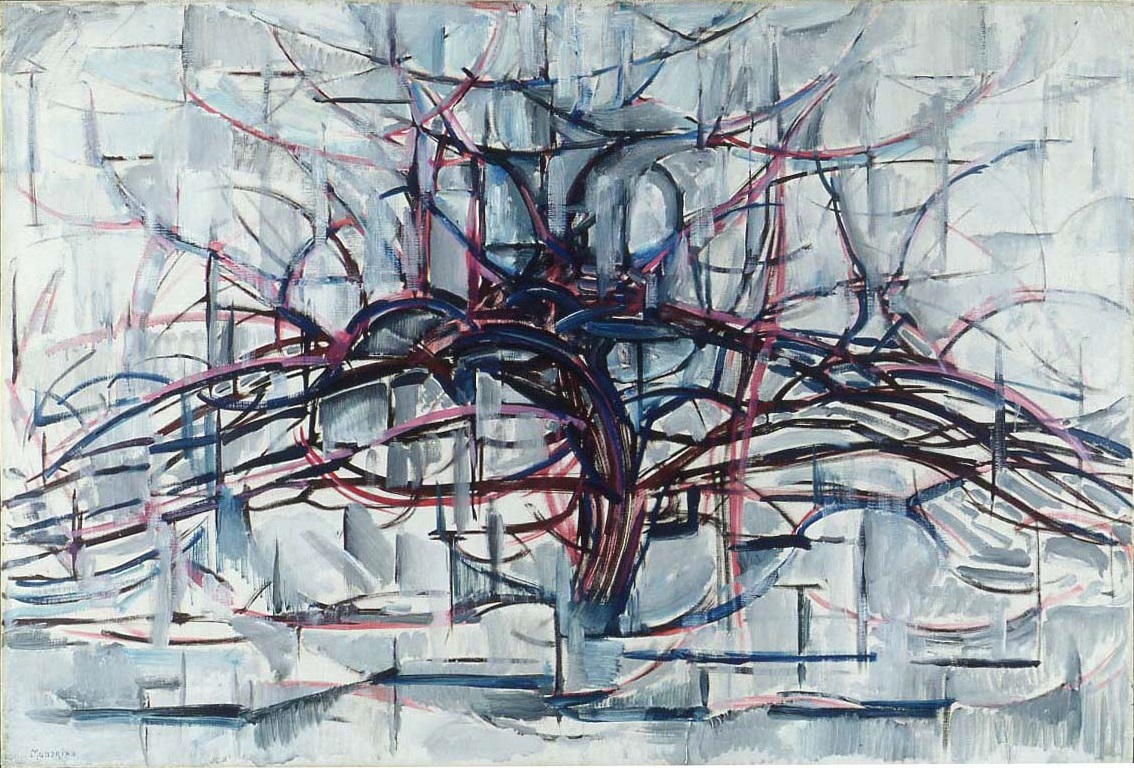
Arbre horitzontal
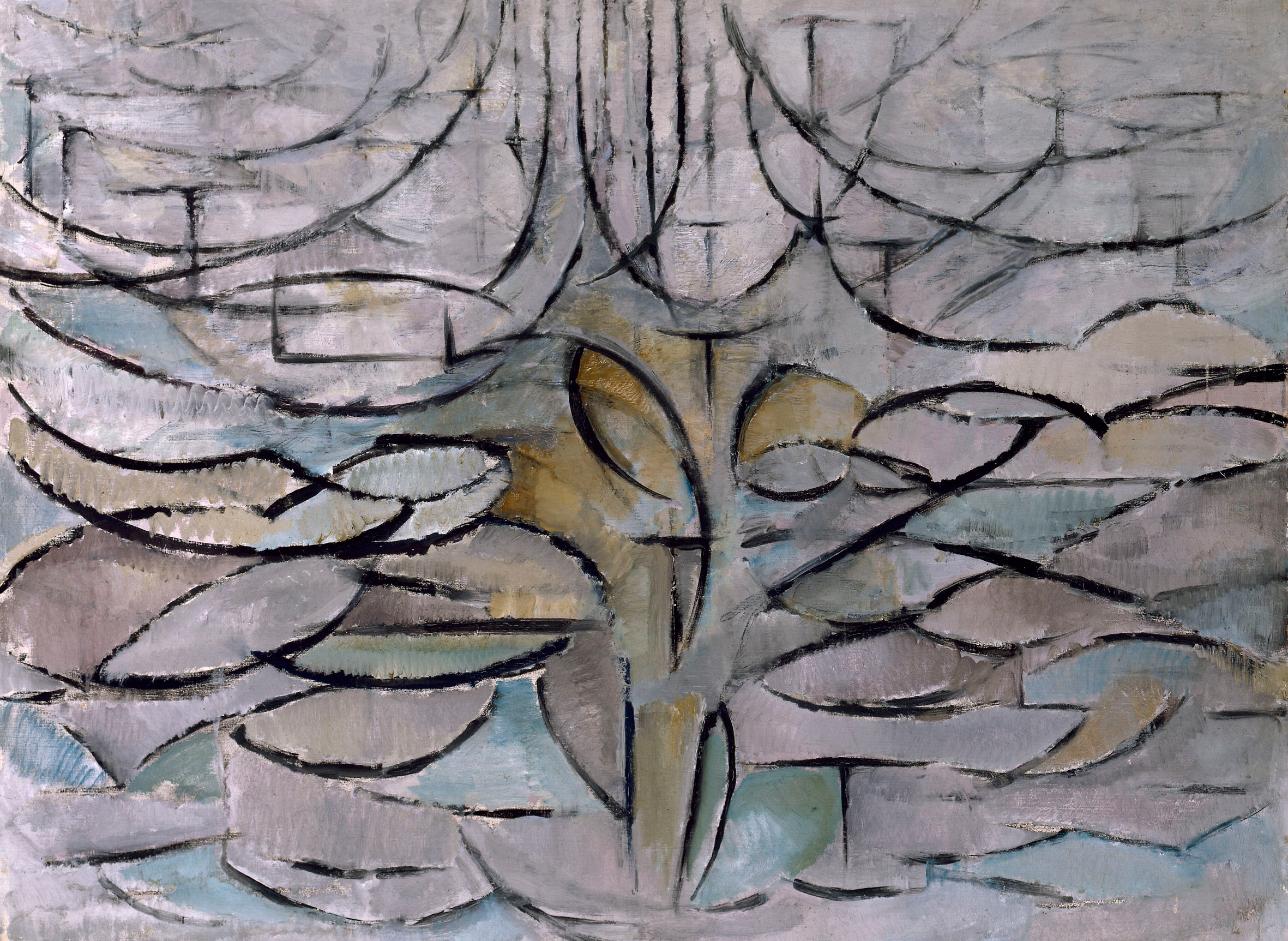
Pomera en flor

### Bodegó amb gerra de gingebre

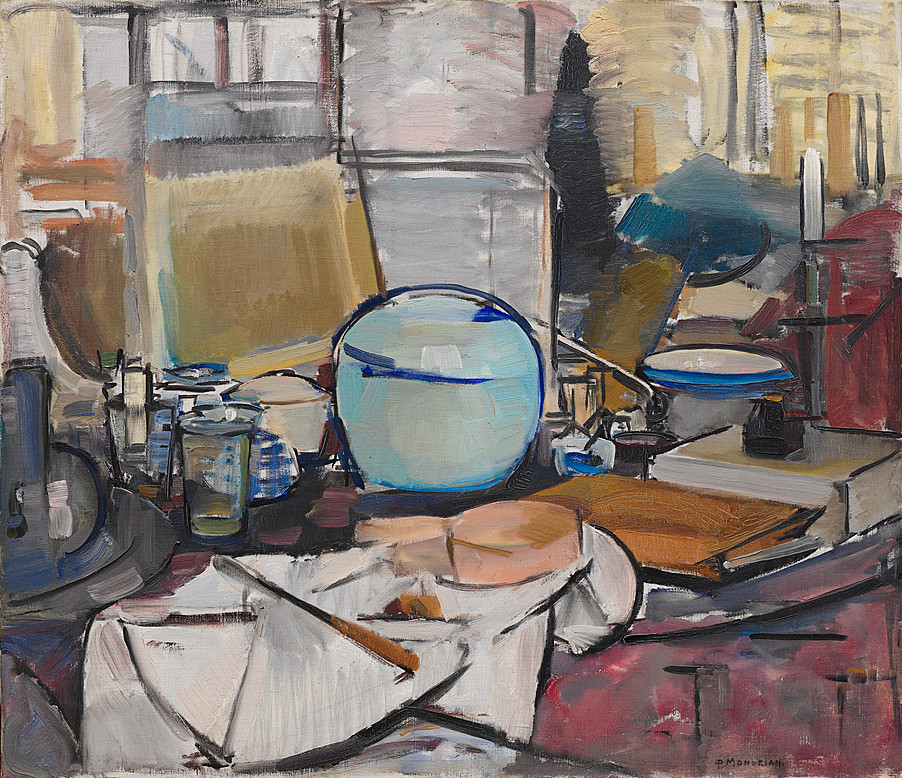
Bodegó amb gerra de gingebre I, 1911-1912
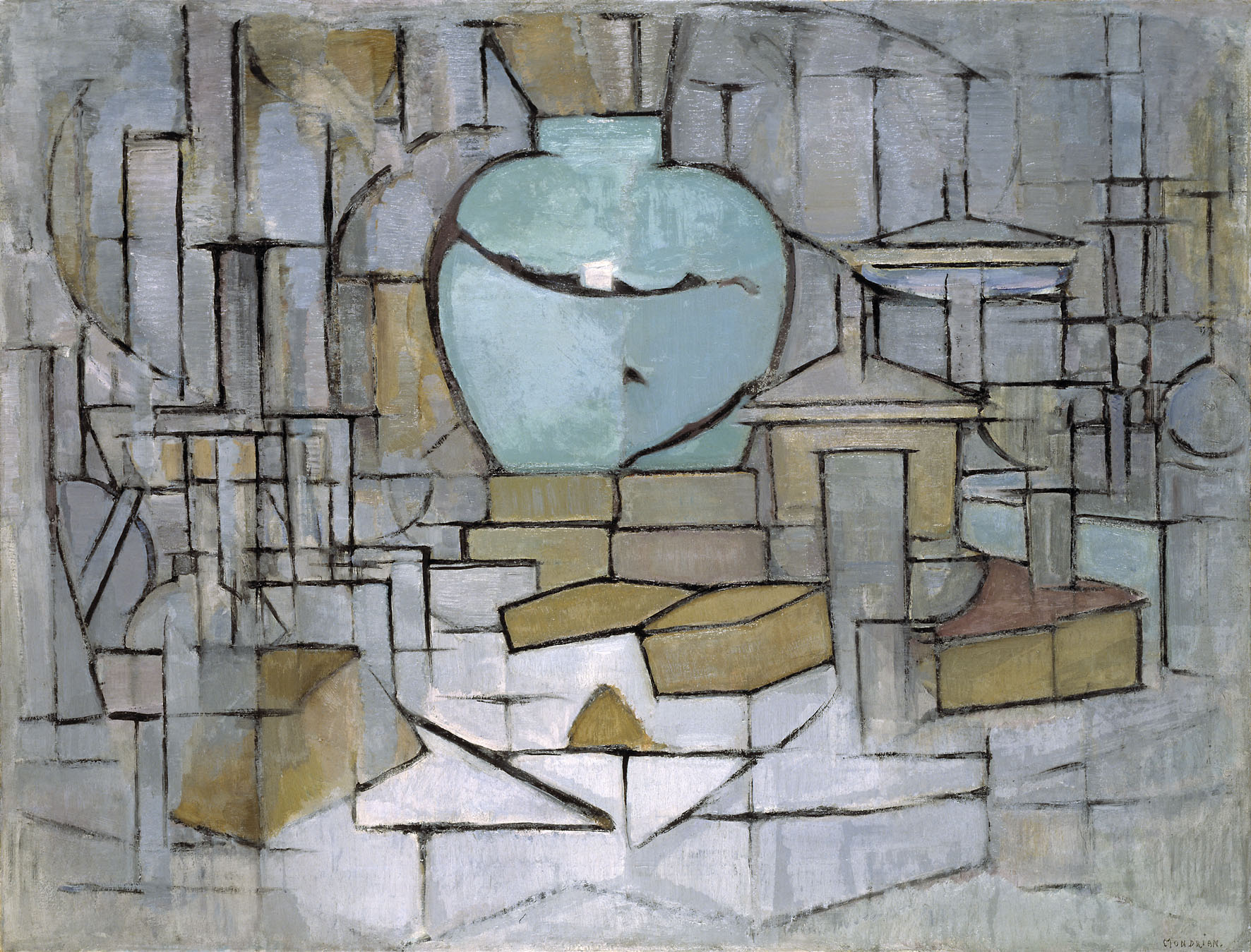
Bodegó amb gerra de gingebre II, 1911-1912,

### Pintures abstractes del període entre 1911-1914

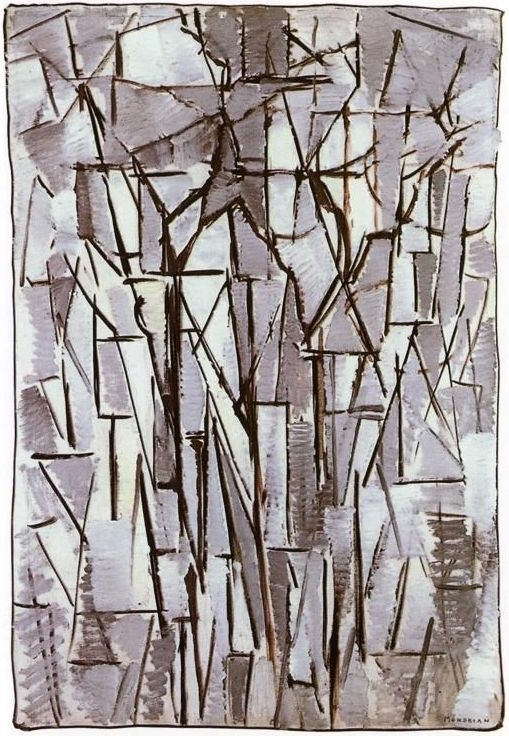
Composició arbres II, 1912-1913
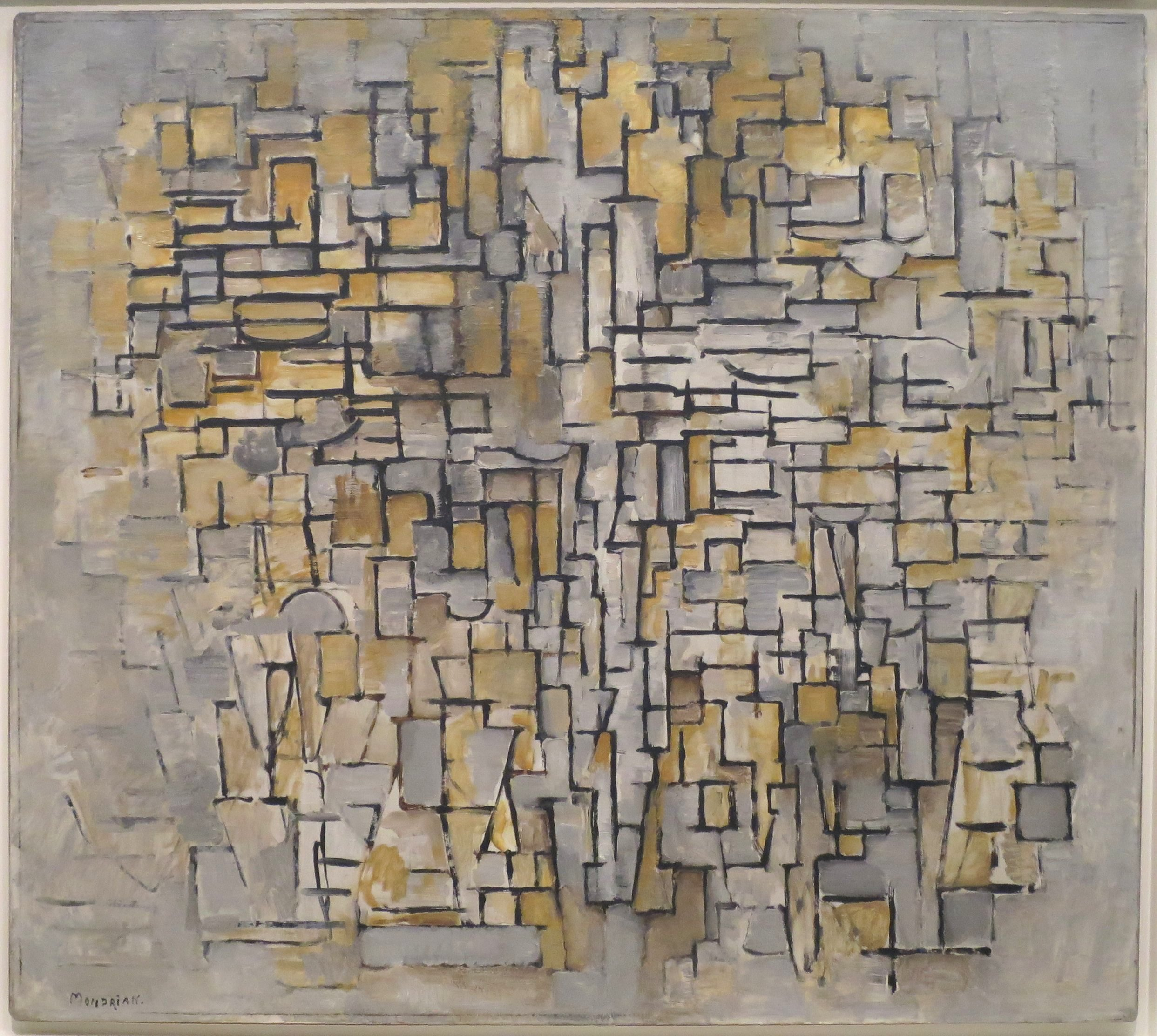
Composició VII, 1913
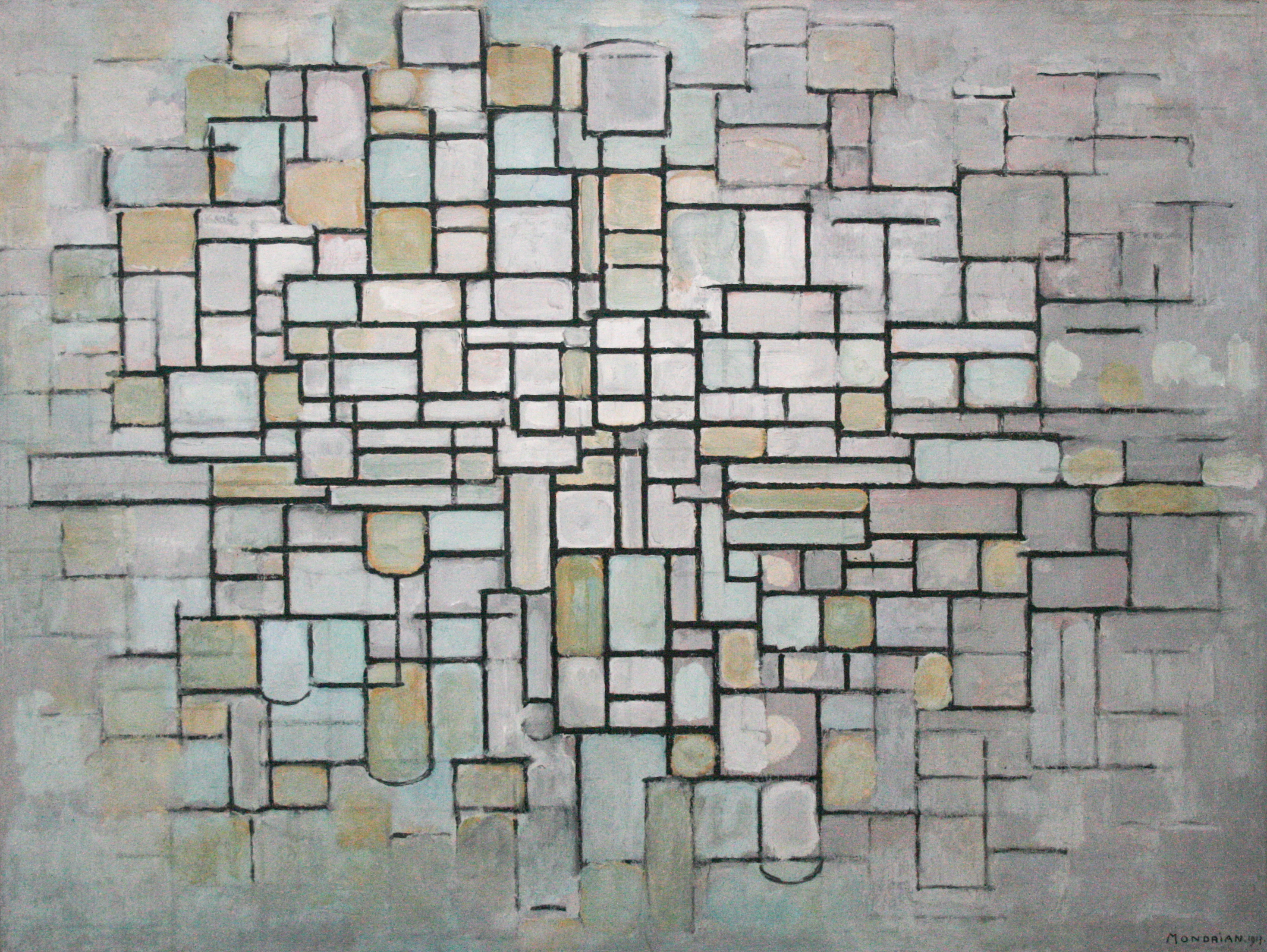
Composició XI, 1913
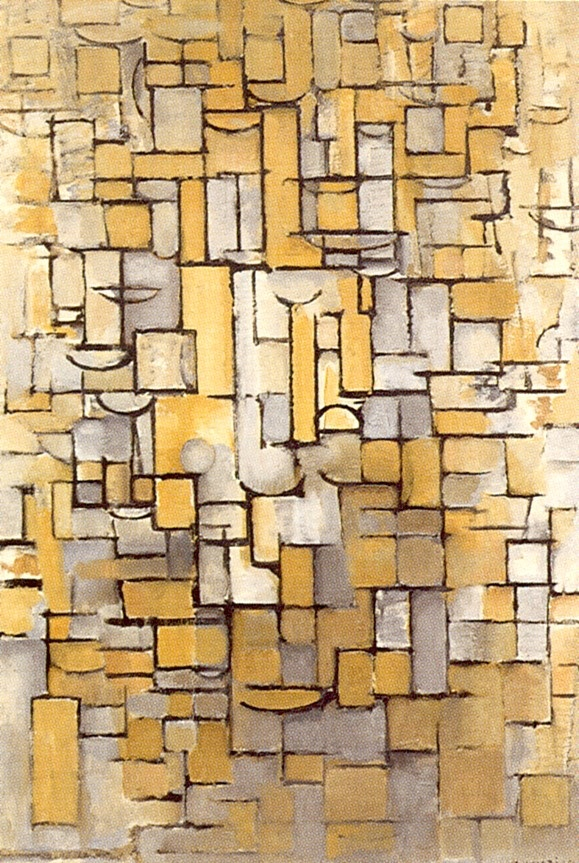
Composició XIV, 1913
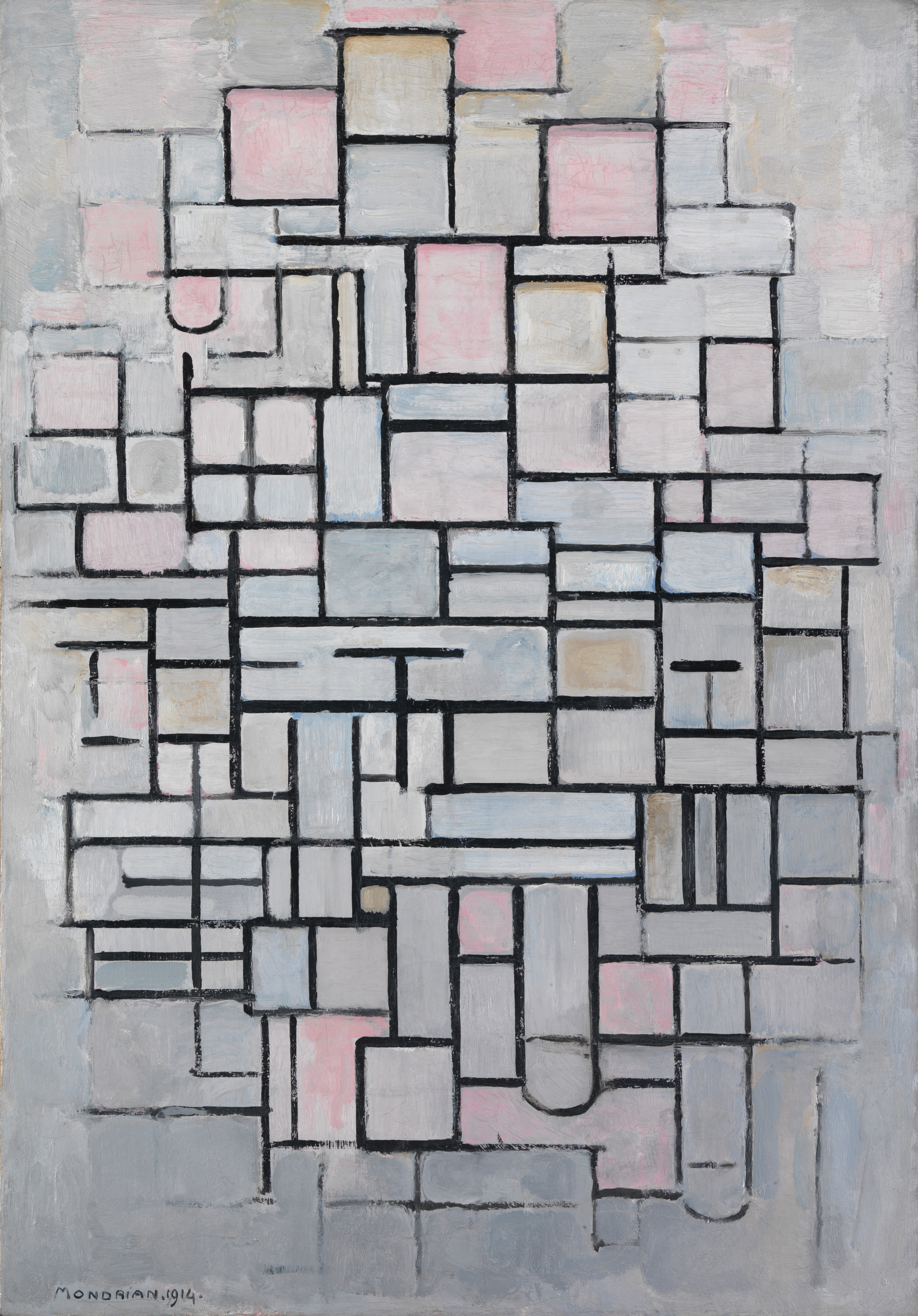
Composició IV, 1914
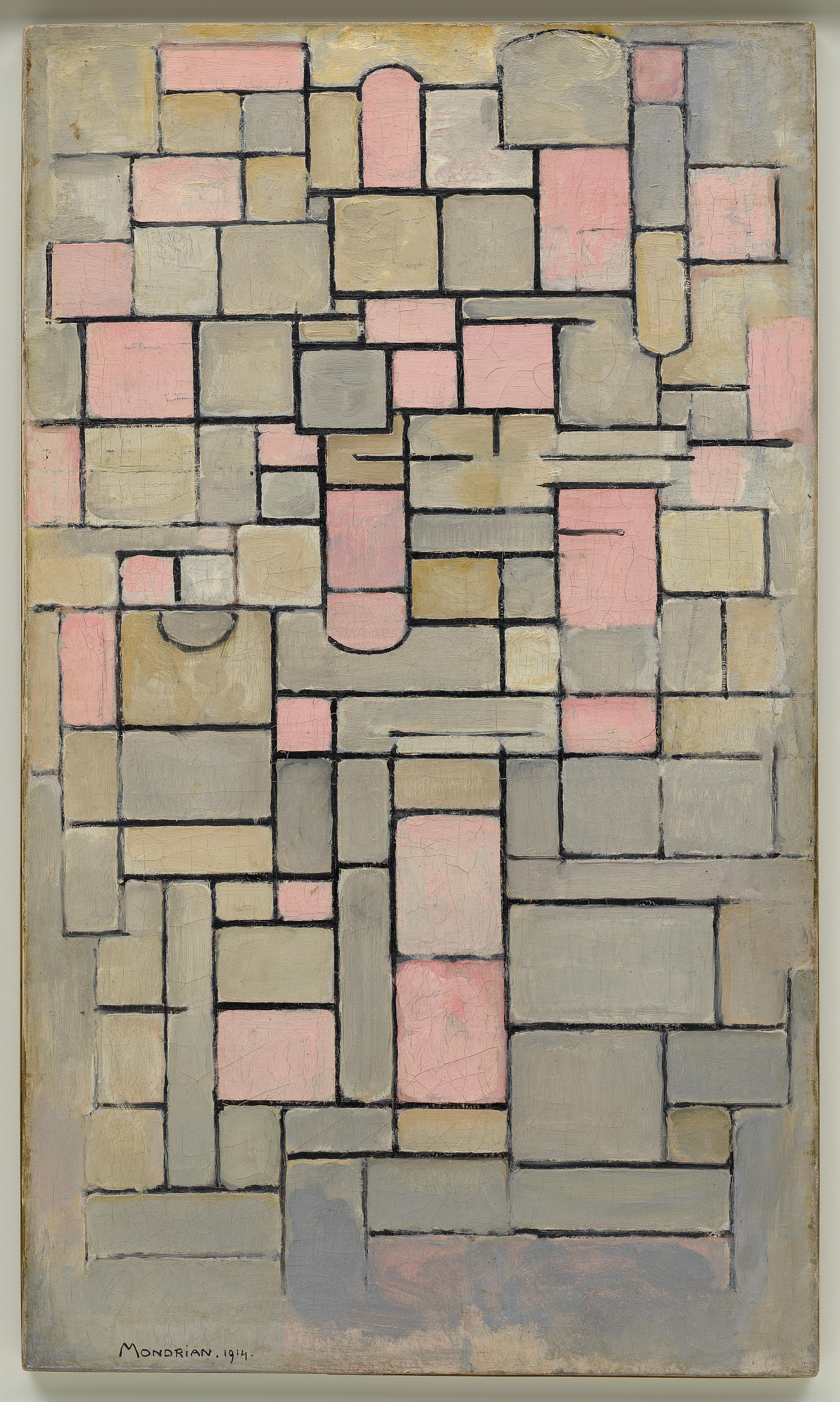
Composició VIII, 1914
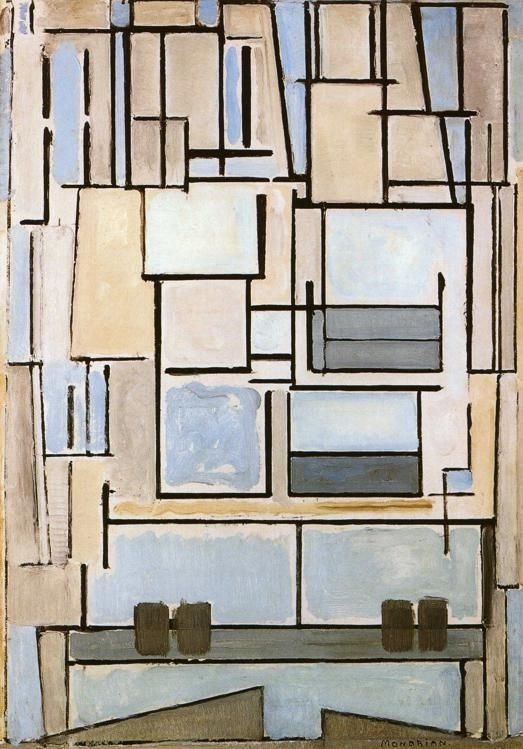
Composició IX, 1914

### Pintures abstractes del període entre 1914-1917

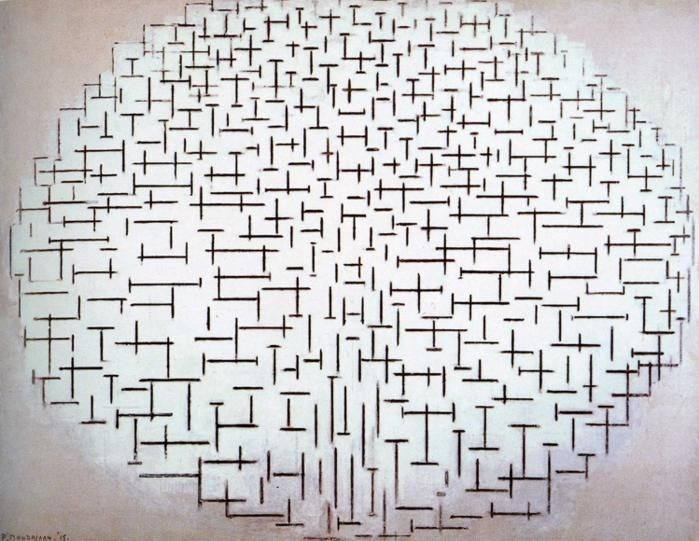
Composició 10 "moll i oceà", 1916-1917
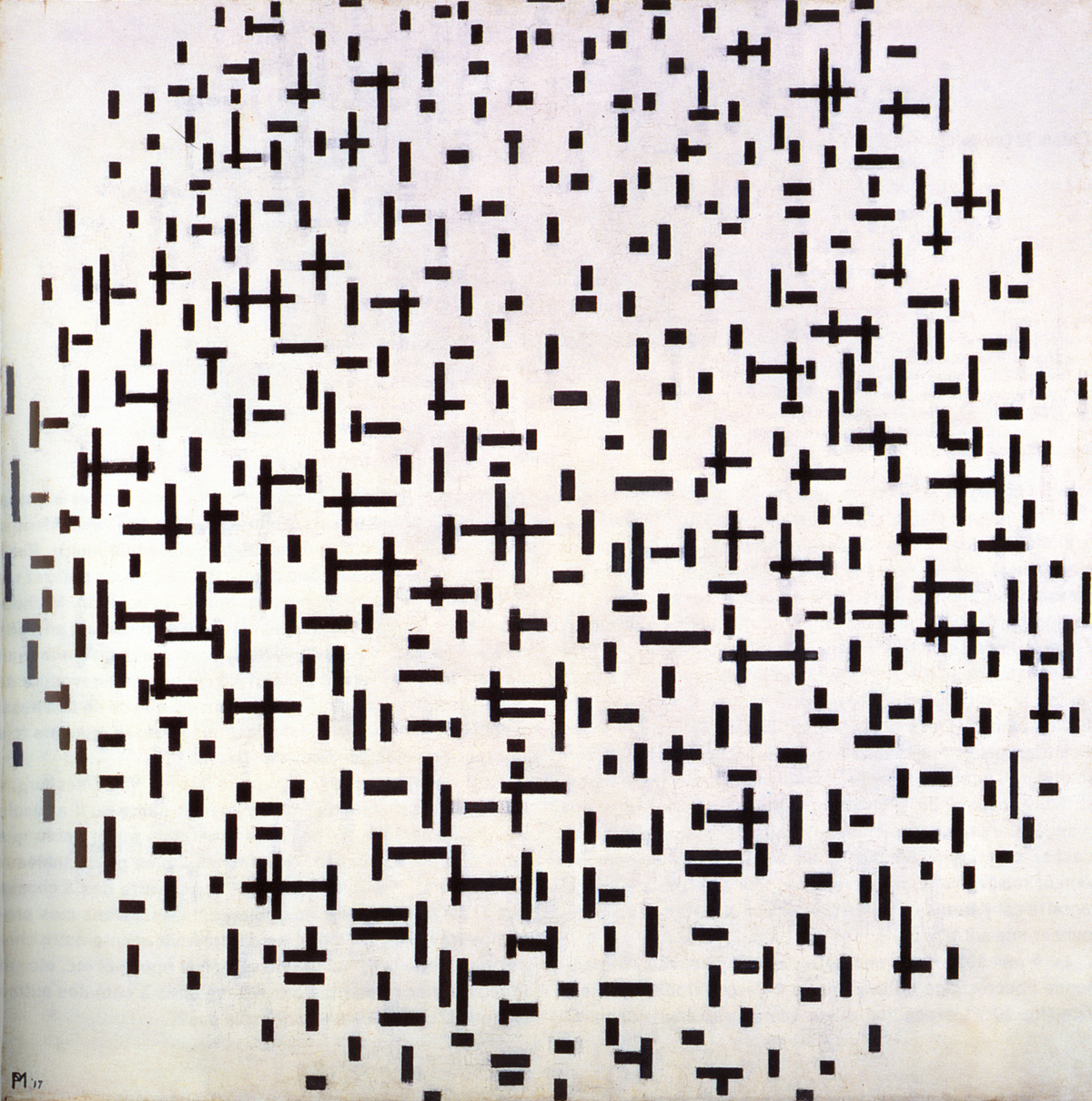
Composició en línies, segon estat, 1916-1917
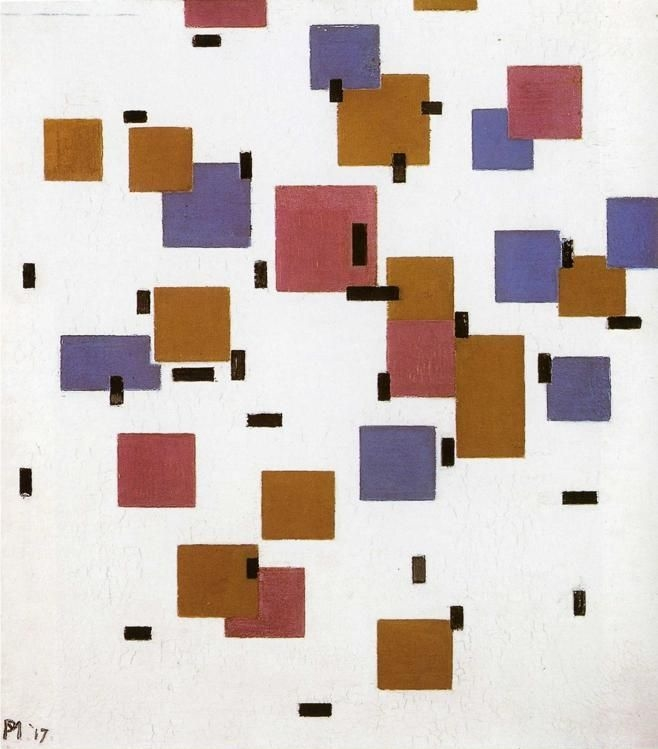
Composició en color A, 1917
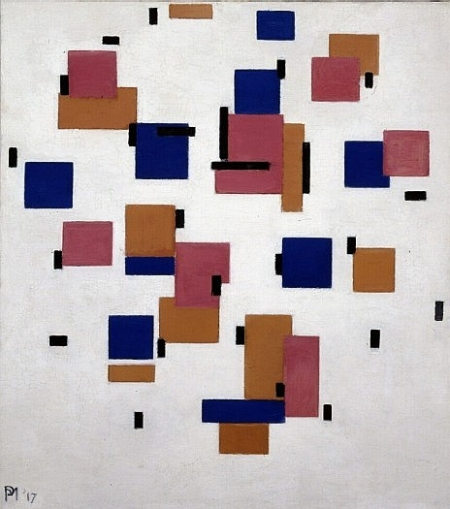
Composició en color B, 1917
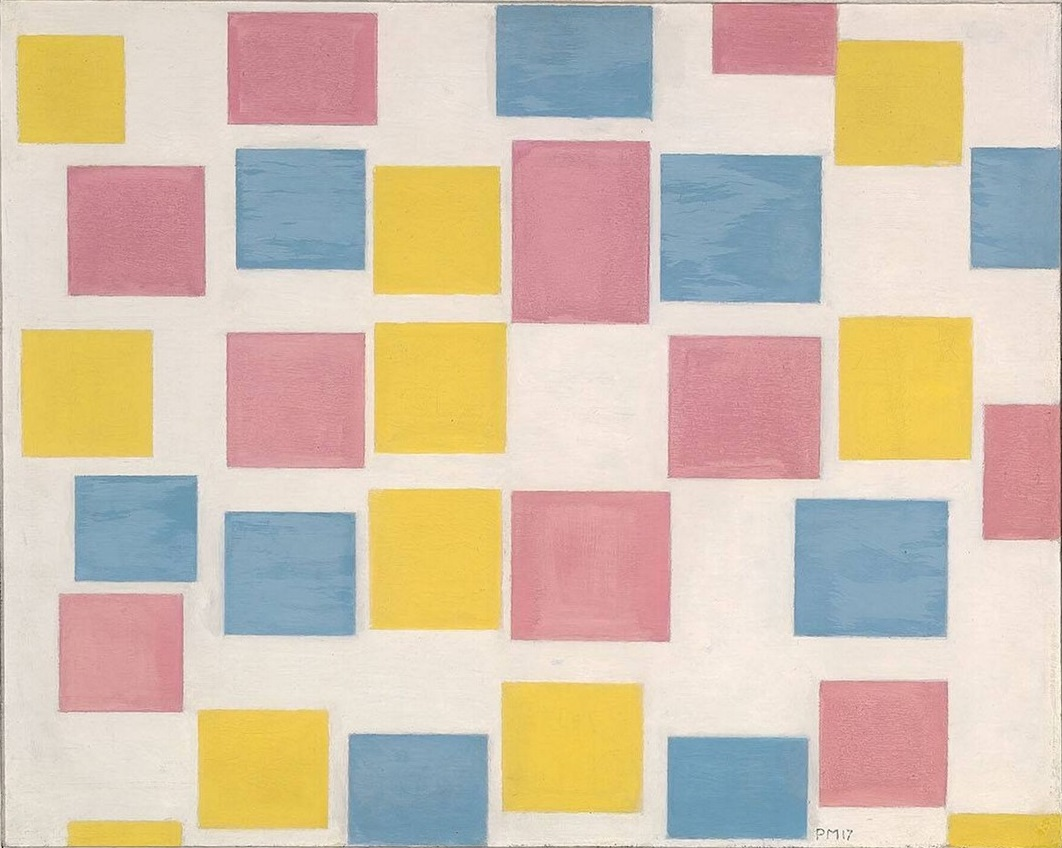
Composició en camps de color, 1917
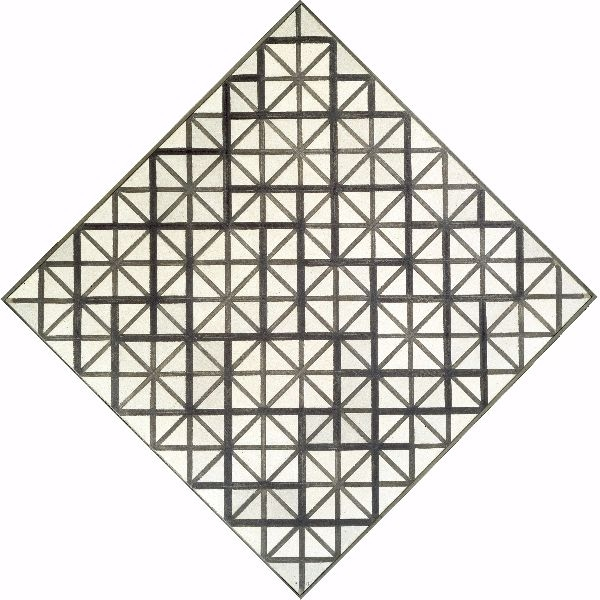
Rombo amb línies grises, 1917